# كين إيتو
كين إيتو (بالإنجليزية: Ken Eto)‏ هو عسكري أمريكي، ولد في 19 أكتوبر 1919، وتوفي في 23 يناير 2004.